# Радисав С. Недељковић
Радисав С. Недељковић (Леушићи, код Горњег Милановца, 24. новембар 1918 — Београд, 2008) био је учесник Народноослободилачке борбе и друштвено-политички радник СР Србије.

## Биографија
Рођен је 24. новембра 1918. у селу Леушићи, код Горњег Милановца. Пре Другог светског рата завршио је нижу гимназију. Године 1936. постао је члан тада илегалне Комунистичке партије Југославије (КПЈ), због чега је био хапшен и прогањан од полиције. Године 1937. извођен је пред Државни суд за заштиту државе, али није осуђен.
Учесник је Народноослободилачке борбе од 1941. године. У току устанка у Србији 1941. био је политички комесар чете и заменик политичког комесара Чачанског партизанског одреда. Био је посланик Антифашистичке скупштине народногослобођења Србије (АСНОС).
Након ослобођења Југославије, вршио је многе одговорне политичке дужности. Од 22. новембра 1946. до 5. септембра 1948. био је министар пољопривреде у Влади НР Србији, чији је председник био Благоје Нешковић, а од 5. септембра 1948. до 3. фебруара 1949. у Влади НР Србије, чији је председник био Петар Стамболић. Децембра 1949. вратио се у Владу и 28. јануара 1950. постао министар државних добара. Ову функцију обављао је до 13. октобра исте године. Потом је био председник Главног здружног савеза Србије. Био је секретар Среског комитета Савеза комуниста у Горњем Милановцу и председник Среског народног одбора у Чачку. Од јуна 1963. био је председник Одбора за пољопривреду Републичког већа Скупштине СР Србије.
Завршио је Вишу партијску школу „Ђуро Ђаковић” у Београду. За члана Централног комитета Комунистичке партије Србије, односно Савеза комуниста Србије (ЦК СКС) биран је од Првог до Деветог конгреса. Био је председник Комисије ЦК СКС за међународне односе. На Деветом конгресу Савеза комуниста Југославије, марта 1969. изабран је за члана Комисије за статутарна питања, а у току овог мандата био је секретар комисије. Био је члан Главног одбора Социјалистичког савеза радног народа Србије (ССРНС). Биран је посланика Народне скупштине Србије и Савезне скупштине у више мандата.
Био је члан Републичког одбора Савеза удружења бораца Народноослободилачког рата Србије (СУБНОР) и члан његовог Председништва, а у два једногодишња мандата од децембра 1980. до децембра 1982. налазио се дужности предсеника Председништва. На Десетом конгресу СУБНОР Југославије, јуна 1986. изабран је члана Савезног одбора СУБНОР и члана његовог Председништва.
Године 1988. објавио је књигу Записи и сећања из Народноослободилачке борбе у чачанском крају.
Носилац је Партизанске споменице 1941. и других југословенских одликовања, међу којима су — Орден народног ослобођења, Орден заслуга за народ првог реда, Орден братства и јединства првог реда, Орден за храброст и др.